# 지사울공원
지사울공원(지사울公園, Jisaul Park)은 대한민국 전라북도 완주군에 있는 공원 및 스포츠 시설이다. 축구 경기장을 비롯한 스포츠 시설과 각종 공원 시설이 갖춰져 있다.

## 참고 문헌
- 《완주군 체육시설 현황 (2019년 1월 기준)》. 완주군청. 2019.